# 滋野井実宣
滋野井 実宣（しげのい さねのぶ）は、平安時代後期から鎌倉時代初期にかけての公卿。参議・滋野井公時の長男。官位は正二位・権大納言。日記に『実宣卿記』がある。

## 経歴
後白河院政期後期の治承5年（1181年）従五位下に叙爵し、文治4年（1188年）侍従に任官する。建久5年（1194年）従五位上に叙された。少年時代には持明院基宗の婿となるが、まもなく離縁、外祖父の吉田経房の後妻（建春門院新大納言）の連れ子である平維盛の娘と結婚した。
建久6年（1195年）正五位下・左近衛少将に叙任されると、建久8年（1197年）従四位下、正治2年（1200年）従四位上、建仁2年（1203年）正四位下、建仁3年（1203年）左近衛権中将と近衛次将を務めながら昇進する。一方で、建仁3年（1203年）頃に平維盛の娘と離縁して、鎌倉幕府の実権を握っていた政所別当・北条時政の娘と結婚。また、後鳥羽上皇の側近として権勢を振るっていた藤原兼子に屋敷と土地を寄贈するなどして取り入り、建永2年（1207年）2月に上﨟四人を超えて蔵人頭に補任されると、同年10月に参議に任ぜられ公卿に列した。
議政官として引き続き近衛中将を務めたのち、右兵衛督・検非違使別当を兼帯し、承元2年（1208年）従三位、承元4年（1210年）正三位と昇進している。
建暦元年（1211年）父・公時の極官である参議を超える権中納言に任ぜられる。建暦3年（1213年）従二位、建保5年（1217年）正二位を経て、建保7年（1219年）中納言に昇進する。この間の建保4年（1216年）に北条時政の娘が没すると、藤原兼子が養育していた源有雅の娘を後室に迎えている。しかし、承久3年（1221年）の承久の乱に伴って源有雅が処刑されるとあわてて離縁し、新帝・後堀河天皇の乳母である持明院宗子と再婚する。乱後は天皇の乳母の夫として羽振りをきかし、元仁元年（1224年）には権大納言に至った。
このころ、宣陽門院の院司として長講堂領の管理を担当していた左近衛中将・藤原盛兼（宗子の母・藤原成子の義息）を婿としているが、藤原定家から「実に是天下第一の賢慮か、貴ぶべし」と評されている。また、実宣は長男・公賢の昇進にも心を砕き、貞応元年（1222年）左衛門督を辞して公賢を右近衛中将に、嘉禄元年（1225年）権大納言を辞して公賢を八名の上﨟を超えて蔵人頭に任官させている。公賢には本妻に承久の乱で処刑された権中納言・葉室光親の娘、妾に押小路姫宮戸部（承明門院中納言の娘）がいたが、実宣は自らの経験に基づき公賢に「権門富有の婚姻」を勧め「無縁の妻妾を禁制」して妻妾との離縁を迫る。しかし、公賢に拒まれたため、実宣は朝廷出仕に関する支援を停止した。嘉禄2年（1226年）正月に公賢はこれらによる心労が重なったこともあり二人の妻妾とともに逐電・出家してしまった。これに対して、藤原定家は「厳父憂慮の餘り、還って一子を失う歟」「至愚の父」などと実宣の子息への対応を評価している。
安貞2年（1228年）11月9日に病のため権大納言を辞し、11日に薨去。享年52。最終官位は前権大納言正二位。

## 官歴
『公卿補任』による。
- 治承5年（1181年） 正月5日：叙爵（女御琮子去年給）
- 文治4年（1188年） 10月14日：侍従
- 建久3年（1192年） 正月27日：兼美濃権介
- 建久5年（1194年） 4月5日：従五位上（簡一）
- 建久6年（1195年） 正月5日：正五位下（六条院仁安三年大嘗会御給）。4月7日：左近衛少将（父卿辞参議申任之）
- 建久7年（1196年） 7月28日：兼美作権介
- 建久8年（1197年） 正月5日：従四位下
- 正治2年（1200年） 正月22日：従四位上（八条院建久元年大嘗会御給）
- 正治3年（1201年） 正月29日：兼播磨介
- 建仁2年（1202年） 11月19日：正四位下（春宮御給）
- 建仁3年（1203年） 正月13日：左近衛権中将
- 元久2年（1205年） 正月29日：兼備前権介
- 建永2年（1207年） 2月16日：蔵人頭。10月29日：参議、中将如元
- 承元2年（1208年） 正月29日：兼但馬権守。12月9日：従三位
- 承元4年（1210年） 7月21日：正三位
- 建暦元年（1211年） 9月8日：右兵衛督、検非違使別当。10月12日：権中納言
- 建暦2年（1212年） 正月13日：辞督別当
- 建暦3年（1213年） 正月13日：従二位（修明門院御給）
- 建保5年（1217年） 正月28日：正二位（臨時）
- 建保7年（1219年） 3月4日：中納言
- 承久2年（1220年） 4月6日：左衛門督。4月23日：服解。9月15日：復任
- 貞応元年（1222年） 11月15日：辞左衛門督（以男右少将公賢任右中将）
- 元仁元年（1224年） 12月25日：権大納言
- 嘉禄元年（1225年） 7月6日：辞職（以公賢補蔵人頭）
- 嘉禄2年（1226年） 3月6日：本座
- 嘉禄3年（1227年） 10月4日：還任（依伊勢神宮勅使）
- 安貞2年（1228年） 11月9日：致仕（依病辞之）。11月22日：薨去（前権大納言正二位）

## 系譜
- 父：滋野井公時
- 母：吉田経房の娘
- 妻：持明院基宗の娘
- 妻：平維盛の娘（1175-?）[1]
- 妻：家女房（?-1225）
  - 長男：滋野井公賢（1203-?）
  - 次男：滋野井公蔭（?-1225）
- 妻：北条時政の娘（?-1216）[1]
- 妻：源有雅の娘[1]
- 妻：藤原宗子（?-1250） - 持明院基宗の娘
  - 男子：滋野井公光（1223-1255）
- 生母不明の子女
  - 男子：滋野井公基
  - 男子：公源
  - 女子：平時重室[4]
  - 女子：藤原盛兼室